# Салтыковский мост
Салтыко́вский (Салтыко́в) мост — пешеходный мост, через реку Яуза, соединяющий Самокатную улицу с Набережной Академика Туполева (бывшей Салтыковской). Был построен в 1958 году в Москве. Своё название получил в честь дворянского рода Салтыковых, которым принадлежала эта земля.

## Расположение
Салтыковский мост располагается между Новолефортовским (выше по течению) и Таможенным мостами (ниже по течению реки). Мост находится на стыке районов Лефортово (Северо-Восточный округ) и Басманный (Центральный округ). По южной стороне Яузы, недалеко от Салтыковского моста находятся Золоторожская набережная и Красноказарменная набережная.

## История
Салтыковский мост был построен в 1958 году. Ранее на его месте стоял другой мост, который был разобран перед строительством нового. Он был предназначен как для пешеходов, так и автомобилей. Этот мост практически не использовался для транспортного сообщения через Яузу. После перестройки Салтыковский мост стал полностью пешеходным.

В XVII веке оба берега реки Яузы от её поворота к западу ниже Дворцового моста до поворота к югу за Курским вокзалом принадлежали боярину Салтыкову, память о котором сохраняется доныне в названиях Салтыков мост и Салтыковская улица, продолжающие к югу Бауманскую улицу.— Петр Сытин, «Из истории московских улиц»
В 2013 году Салтыковский мост получил художественную
подсветку, разработанную компанией «Светосервис», в рамках проекта освещения мостов цветами драгоценных камней и минералов.

## Здания и сооружения

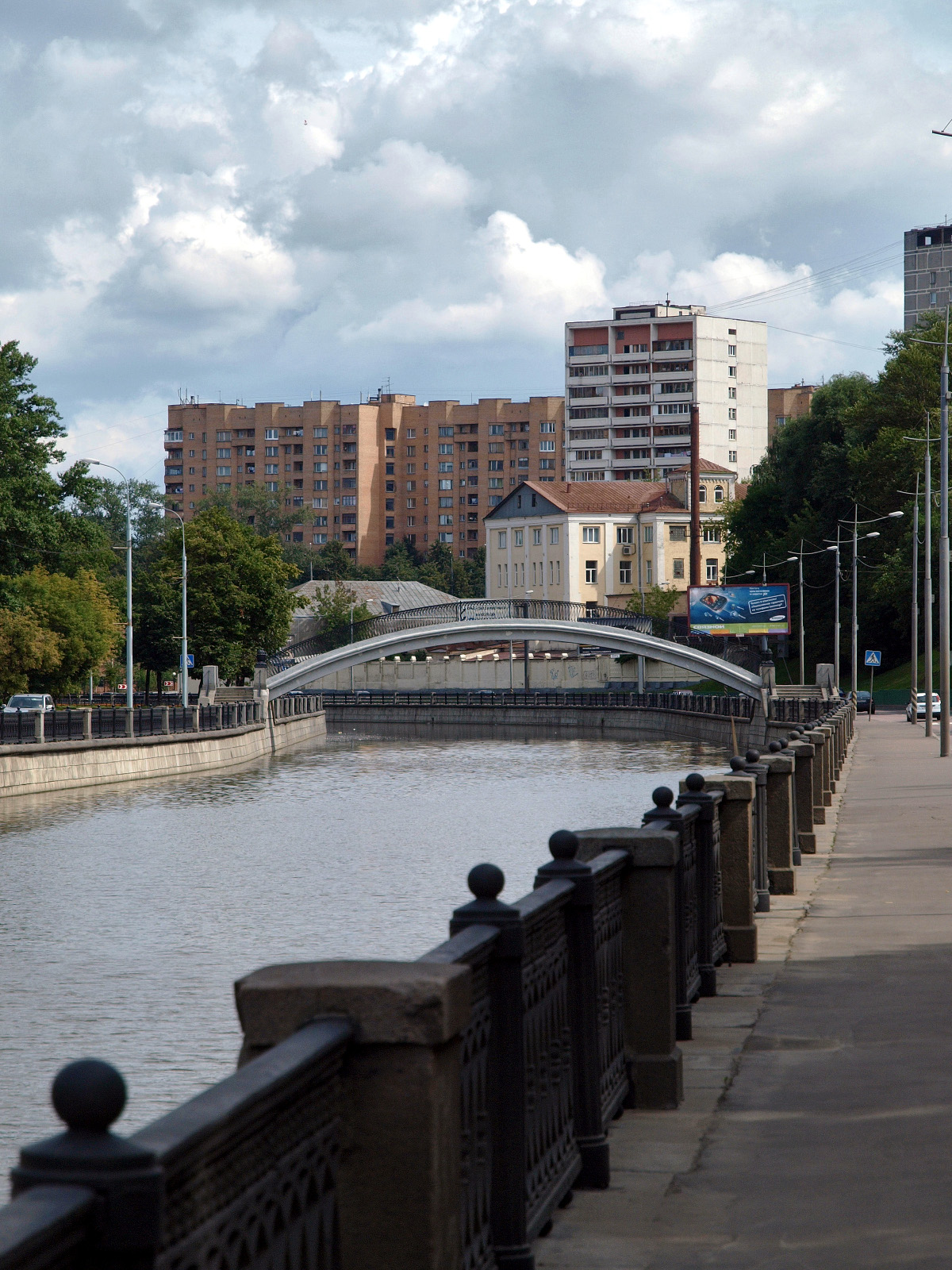
Вид на Салтыковский мост к Красноказарменной набережной, 2009 год

По южной стороне моста располагаются:
- Природная территория;
- Детский парк имени Первого Мая, в котором расположена детская теннисная школа;
- Храмы Введения во храм Пресвятой Богородицы и Троицы Живоначальной;
- Территория бывшего завода «Кристалл», здания завода в настоящее время являются памятником архитектуры[3].

По северной стороне:
- Территория промышленного сектора № 17 «Курская»;
- Стадион «Сокол»;
- Жилой комплекс бизнес-класса.

Недалеко от Салтыковского моста находится Лефортовский парк — достопримечательность района Лефортово.

## Мост в кинематографе
- 1965 — Чистые пруды[7]
- 1981 — Карнавал
- 1985 — Валентин и Валентина[8]
- 1988 — Аэлита, не приставай к мужчинам
- 1998 — Сибирский цирюльник